# 킹스크로스 세인트판크라스역
킹스크로스 세인트판크라스 역(King's Cross St. Pancras)은 런던 지하철의 역으로 전체 역 중 워털루 역과 빅토리아 역 다음인 세 번째로 복잡하다. 한 역에 가장 많은 지하철 노선인 총 여섯 개가 이 역을 지나며, 국철의 킹스크로스 역과 세인트판크라스 역과 연결된다.

## 티켓 홀

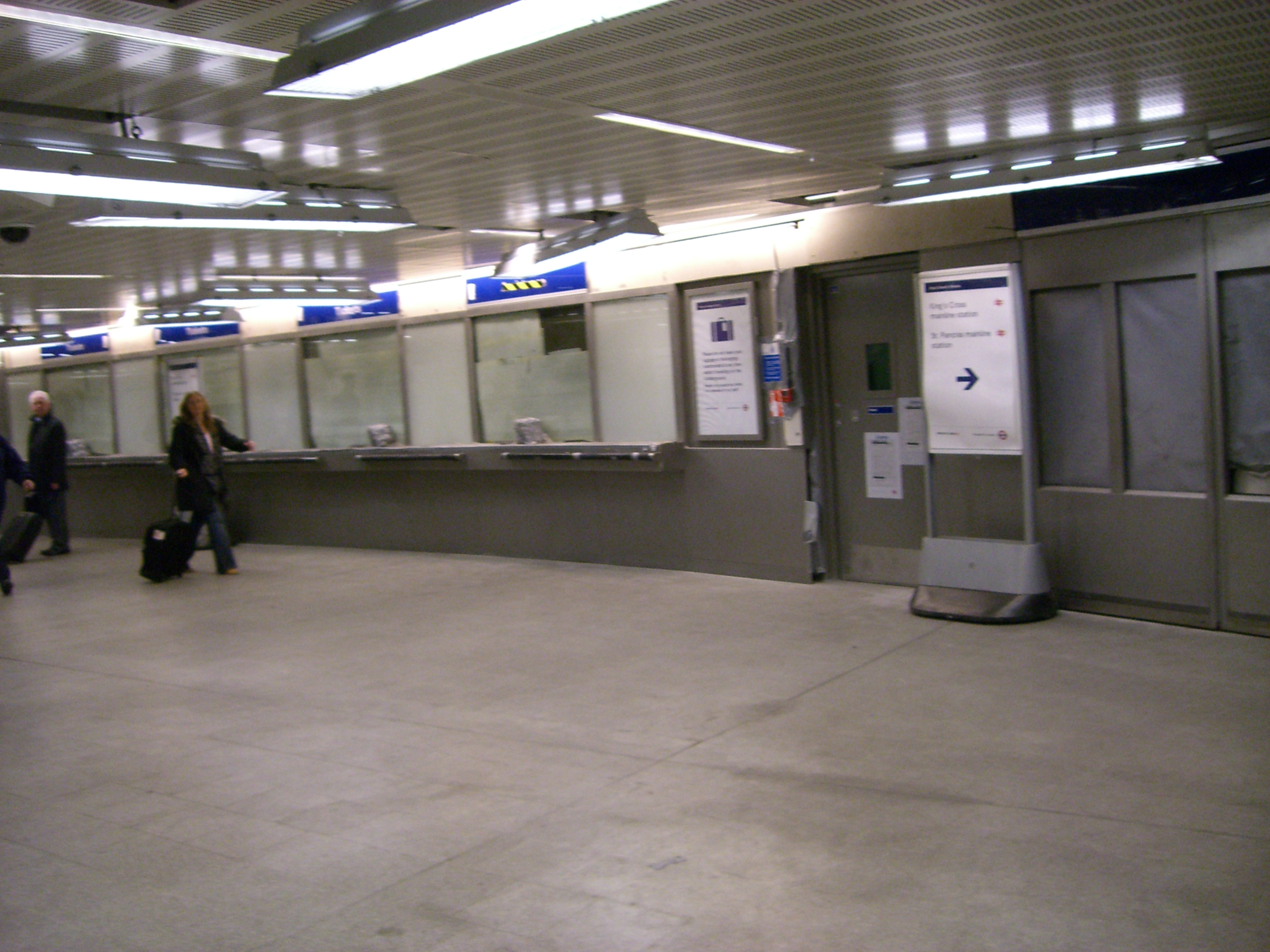
New ticket office

당초 워털루 역까지 운행하던 하이스피드 1이 세인트 판크라스 역까지 연장되면서 승객 수가 과도하게 늘었고, 그에 따라 역의 지하 부분이 확장되었다. 확장된 부분은 네 개의 출구를 갖췄으며, 2009년 11월에 완공되었다.
- 주 티켓 홀 (가끔 '지하철 티켓 홀'이라고도 불림) 은 킹스크로스 역의 전면에 있다. 이 부분은 확장 및 재단장을 거쳤으며, 지하철 역에서 나오는 출구에는 '유스턴 로드'라고 적혀있다.

## 사건사고
- 킹스크로스 화재